# Armstrong Siddeley Sapphire
O Armstrong Siddeley Sapphire foi um sedã de luxo britânico produzido após a Segunda Guerra Mundial.